# Dimanche à Bamako
Dimanche à Bamako è un album del duo del Mali Amadou & Mariam, prodotto da Manu Chao. Rappresentò il primo grande successo internazionale della "coppia cieca del Mali". La produzione si avvale di diversi collaboratori stranieri; oltre a Manu Chao, parteciparono alle incisioni la stella del reggae della Costa d'Avorio Tiken Jah Fakoly e il trombettista ska/jazz italiano Roy Paci.

## Premi
Il disco vinse il premio della BBC come miglior album dell'anno nella categoria world music e come miglior album africano dell'anno.

## Tracce
1. M'Bifé
2. M'Bifé Balafon
3. Coulibaly
4. La Réalité
5. Sénégal Fast Food
6. Artistiya
7. La Fête au Village
8. Camions Sauvages
9. Beaux Dimanches (Dimanche à Bamako)
10. La Paix
11. Djanfa
12. Taxi Bamako
13. Politic Amagni
14. Gnidjougouya
15. M'Bifé Blues